# محمد رضا جلیل
محمد رضا جلیل مزهر العلیوی (زادهٔ ۱۷ فوریهٔ ۲۰۰۰) بازیکن فوتبال اهل عراق است که در پست هافبک هجومی بازی می‌کند.